# カラテオドリの定理 (凸包)

R^{2} 内の正方形に対するカラテオドリの定理の描画例

数学の凸幾何学の分野におけるカラテオドリの定理（カラテオドリのていり、英: Carathéodory's theorem）とは、Rd 内の点 x がある集合 P の凸包に属するなら、d + 1 個あるいはそれ以下の個数の点からなる P の部分集合 P′ で、x がその凸包に属するようなものが存在する。また同値であるが、{\displaystyle r\leq d} に対し、x は P 内の頂点の r-単体に属する。1911年に、P がコンパクトである場合の証明を与えたコンスタンティン・カラテオドリの名にちなむ。1914年には、エルンスト・スタイニッツがその定理を Rd 内の任意の集合 P に対して拡張した。
例えば、R2 の部分集合である P = {(0,0), (0,1), (1,0), (1,1)} を考える。この集合の凸包は正方形である。今、P の凸包に属する点 x = (1/4, 1/4) を考える。このとき、凸包が三角形であるような集合 {(0,0),(0,1),(1,0)} = P′ を構成すると、x はその中に属し、|P′| = 3 であるために定理が成立する一例となる。2次元の場合は、この例のように P 内の任意の点を囲む三角形を P の点から構成することが出来るので、カラテオドリの定理を図として可視化する試みは有用となる。

## 証明
x を P の凸包に属する点とする。このとき x は P 内の有限個の点の凸結合である。すなわち
{\displaystyle \mathbf {x} =\sum _{j=1}^{k}\lambda _{j}\mathbf {x} _{j}}
と書ける。但し xj はすべて P に属し、λj はすべて非負であり、{\displaystyle \sum _{j=1}^{k}\lambda _{j}=1} である。
k > d + 1 を仮定する（そうでない場合は証明する必要がない）。このとき、点 x2 − x1, ..., xk − x1 は線型従属であるので、ゼロでないものがある実スカラー μ2, ..., μk に対して
{\displaystyle \sum _{j=2}^{k}\mu _{j}(\mathbf {x} _{j}-\mathbf {x} _{1})=\mathbf {0} }
が成り立つ。μ1 が
{\displaystyle \mu _{1}:=-\sum _{j=2}^{k}\mu _{j}}
のように定義されるなら、
{\displaystyle \sum _{j=1}^{k}\mu _{j}\mathbf {x} _{j}=\mathbf {0} }
{\displaystyle \sum _{j=1}^{k}\mu _{j}=0}
となり、この μj のすべてがゼロになることはない。したがって、少なくとも一つ μj > 0 となるものがある、このとき、任意の実数 α に対して
{\displaystyle \mathbf {x} =\sum _{j=1}^{k}\lambda _{j}\mathbf {x} _{j}-\alpha \sum _{j=1}^{k}\mu _{j}\mathbf {x} _{j}=\sum _{j=1}^{k}(\lambda _{j}-\alpha \mu _{j})\mathbf {x} _{j}}
が成り立つ。特に、等号は α が次のように定義されたときに成り立つ。
{\displaystyle \alpha :=\min _{1\leq j\leq k}\left\{{\tfrac {\lambda _{j}}{\mu _{j}}}:\mu _{j}>0\right\}={\tfrac {\lambda _{i}}{\mu _{i}}}.}
ここで α>0 であり、1 と k の間のすべての j に対して
{\displaystyle \lambda _{j}-\alpha \mu _{j}\geq 0}
であることに注意されたい。特に α の定義から λi − αμi = 0 である。したがって
{\displaystyle \mathbf {x} =\sum _{j=1}^{k}(\lambda _{j}-\alpha \mu _{j})\mathbf {x} _{j}}
が成り立つ。但しすべての {\displaystyle \lambda _{j}-\alpha \mu _{j}} は非負で、それらの和は 1 で、{\displaystyle \lambda _{i}-\alpha \mu _{i}=0} である。言い換えると、x は高々 k-1 個の P の点の凸結合として表現される。この過程を x が高々 d + 1 個の P の点の凸結合として表現されるまで繰り返せばよい。
またこの他の証明ではヘリーの定理が用いられる。